# Amand Geers
Amand Geers (Geboren als Amandus Geers, Oostakker, 6 februari 1822 - aldaar, 4 december 1877) was een Belgisch politicus en bierbrouwer. Hij was de vijfde burgemeester van Oostakker.

## Levensloop
Amand Geers werd op 6 februari 1822 geboren als Amandus Geers, zoon van schoolmeester Dominicus Geers en Catharina Taffijn. Dominicus of Domien Geers zou later burgemeester van Oostakker worden van 1846 tot 1849. In 1855 trouwde Amand Geers met Pauline Braeckman. Hij stierf in zijn geboortedorp op 4 december 1877.

## Politieke carrière
In 1864 werd Amand Geers voorlopig schepen te Oostakker onder dienstdoend burgemeester Petrus Mertens. Na de verkiezingen in 1866 wordt hij gemeenteraadslid en in 1867 werd hij dienstdoend burgemeester tot Jozef Drubbel effectieve burgemeester werd, waarna hij weer schepen werd. Na de vroegtijdige dood van Jozef Drubbel werd Geers zelf burgemeester, wat hij zou blijven tot 29 augustus 1872. De grootste zorg tijdens zijn burgemeesterschap was de afscheiding van Sint-Amandsberg als zelfstandige gemeente. Amand Geers werd dan opnieuw gemeenteraadslid voor Oostakker.